# 샤베르 대령

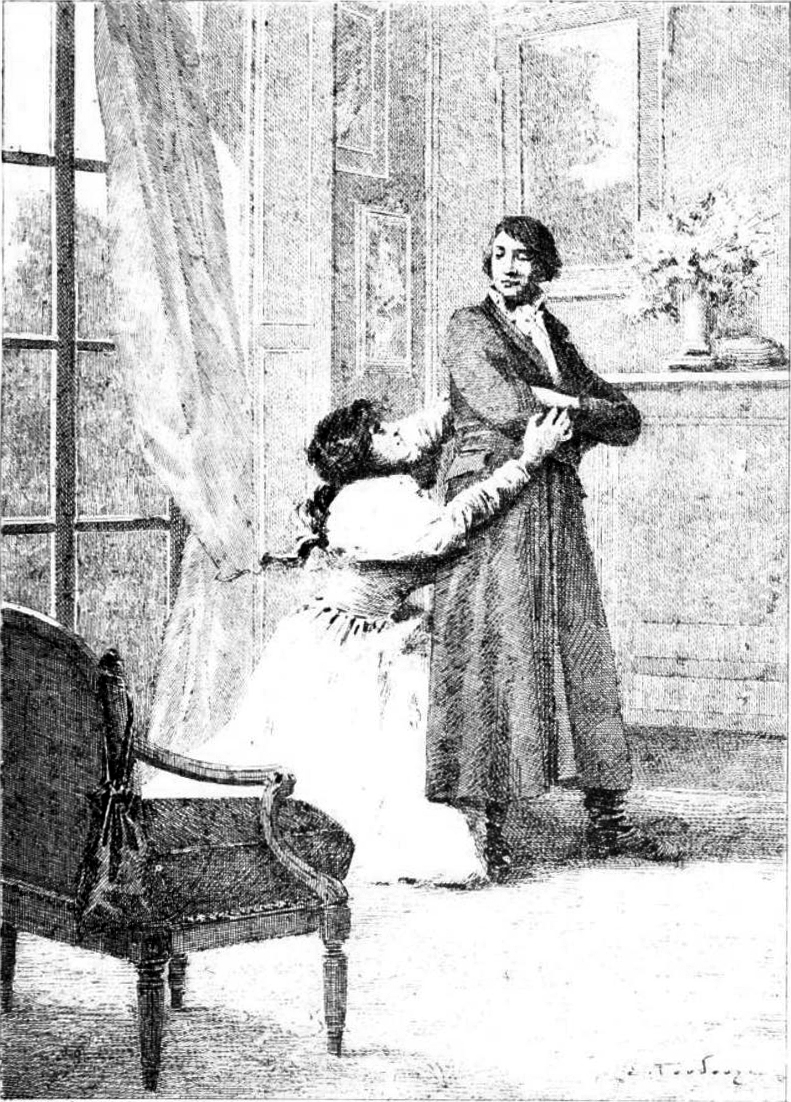

《샤베르 대령》(Le Colonel Chabert)은 오노레 드 발자크의 ≪인간 희극≫ 가운데 하나인 1832년 소설이다. 남편이 살아돌아온 걸 알고도 자신의 이익을 위해 그를 사회적으로 매장하려 하는 ‘페로 백작부인’, 그녀의 계획을 알아채고 삶에 회의를 느껴 스스로 사회적 매장을 택하는 ‘샤베르’의 이야기다.

## 배경
발자크가 단테의 ≪신곡≫에 버금가는 대작으로 기획한 ≪인간 희극≫ 총서 가운데 한 편이다.
법률사무소에 끔찍한 몰골을 한 캐릭코트 차림의 사내가 방문한다. 그는 자신을 ‘샤베르 대령’이라고 소개한다. 샤베르 대령은 이미 전장에서 죽은 것으로 되어 있는 인물이다. 법률 대리인 데르빌은 이 사내의 주장에 신빙성이 있다고 여기고 그의 신분을 증명해 줄 유일한 증인 페로 백작부인을 만나 보기로 한다. 과거 샤베르 대령의 아내였던 이 여인은 현재는 귀족과 재혼해 아이들까지 두었다. 데르빌은 샤베르 대령이 죽음으로 해서 그녀에게 귀속된 재산과 사회적 명성 때문에 페로 백작부인이 남편의 생환을 외면하는 것이라고 의심한다. 의심은 적중했다. 페로 백작부인은 남편이 자인은 물론 재산까지 깨끗이 포기하고 파리를 떠나도록 간계를 꾸민다.
발자크는 이 작품에서 죽었다 생환한 인물이 다시 어떻게 사회적으로 매장당하는지 보여 준다. 출간 이후 ‘샤베르 신드롬’(그가 죽은 줄 알았을 땐 눈물을 흘리다가 막상 살아돌아오면 반기지 않는 심리)이라는 신조어를 탄생시킬 만큼 반향이 컸던 작품이다. 여러 차례 영화로 만들어지기도 했다.

## 같이 보기
- 오노레 드 발자크
- 인간 희극